# Luis Ysamat
Luís Ysamat Bosch (Barcelona, España, 25 de diciembre de 1900 – 9 de abril de 1982) fue un jugador, entrenador y directivo de hockey sobre hierba español.
Como jugador, participó en los Juegos Olímpicos de Ámsterdam de 1928 y, como seleccionador español, obtuvo la medalla de bronce en los Juegos Olímpicos de Roma 1960.

## Biografía

### Como jugador
Empezó jugando a fútbol, llegando a alcanzar el primer equipo del Villanueva y Geltrú, en su época de estudiante en esta ciudad. Su carrera en el hockey sobre hierba comenzó en la Sociedad Sportiva Pompeya, inicialmente como delantero y posteriormente como guardamenta. En 1919, tras disolverse la sección de hockey de este club, se incorporó al Real Club de Polo, donde obtuvo sus mayores éxitos deportivos: cuatro campeonatos de España y cinco de Cataluña. 
Defendió la portería de la selección española de hockey sobre hierba en el primer partido de su historia, ante Francia. En total fue internacional en catorce ocasiones, formando parte del combinado nacional que debutó en unas olimpiadas, en los Juegos de Ámsterdam de 1928 Donde al quedar cuartos de su grupo no pudieron acceder a semifinales.  Empataron frente a Holanda y perdieron con Alemania y Francia.Se retiró tras la cita olímpica.

### Como directivo
En 1933 fue nombrado presidente de la Federación Catalana de Hockey, que en 1944 se fusionó con la de patinaje, dando origen a la Federación Catalana de Hockey y Patinaje, que presidió hasta 1952. Durante su mandato, Barcelona albergó importantes pruebas internacionales, como el Campeonato mundial de hockey patines y el Campeonato de Europa de Patinaje Artístico, ambos en 1951.

### Como seleccionador nacional
Entre 1955 y 1960 ocupó el cargo de seleccionador español de hockey, dirigiendo al equipo en 43 partidos. Logró importantes éxitos como la medalla de oro en los Juegos Mediterráneos de Barcelona de 1955, y el bronce en los Juegos de Roma de 1960, que supuso la primera medalla olímpica de la historia del hockey español. Entre los miembros del combinado nacional que lograron el éxito se encontraba su propio hijo, Oriol Ysamat. Tras la cita olímpica, Luis Ysamat se retiró.